# Jardín de Cultivo
El jardín de Cultivo (en chino, 艺圃; pinyin, Yì Pǔ) es un destacado jardín chino de la ciudad de Suzhou, en la provincia de Jiangsu, China que, junto a otros jardines, fue proclamado Patrimonio de la Humanidad por la UNESCO (Jardines clásicos de Suzhou). Se encuentra en el n.º 5 de Wenya Nong (文衙弄5号). El área protegida es de 0,38 ha, con una zona tampón de 1,117 ha.
Es uno de los ejemplos mejor conservados de jardines de la dinastía Ming. «Debido a su especial historia, este jardín fue virtualmente desconocido antes de ser incluido como un lugar patrimonio cultural de la humanidad».

## Historia
El jardín de Cultivo fue construido en 1541 por Yuan Zugeng (袁祖庚, 1519-1590),, llamándose por entonces la Sala de las delicias. En 1620 fue adquirido por Wen Zhenheng (1574-1638), nieto de Wen Zhengming, el diseñador del "Jardín del administrador humilde", "un célebre maestro pintor en la historia de China, y [que] desempeñó el cargo de primer ministro a finales de la dinastía Ming". Wen Zhenheng fue un destacado diseñador de jardines y crítico por derecho propio. Reconstruyó el jardín para demostrar sus teorías estéticas y lo rebautizó como el Jardín de hierbas por las numerosas hierbas que incorporó en el diseño. En 1659, fue de nuevo reconstruido por Jiang Cai, "un respetado erudito y ministro de asuntos exteriores en la época final de la dinastía Ming, quien protestó contra la corrupción exiliándose" y lo rebautizó como Villa de montaña de Jingting. Jiang Cai añadió un bosquecillo de higueras. Su hijo Jiang Shijie ´heredó el jardín y es quien le dio el nombre por el que se le conoce hoy, Jardín de cultivo después de añadirle la capilla de Guanyin. En 1839 fue transferido a la oficina de Qixiang de la compañía del santo y la seda. En 2000 fue inscrito en la lista del patrimonio de la Humanidad por la UNESCO.
El jardín fue muy elogiado durante la dinastía Qing porque "los tres dueños... fueron eruditos conocidos por su integridad". Wang Wan escribió que "los recintos cerrados mantienen el clamor del mundo fuera; la reclusión convierte el interior de la casa a algo parecido a una villa en el campo; las ramas de los árboles añosos oscilan, pesadas y llenas de fruto, sobre la casa; la superficie del estanque está decorada con verdes lentejas de agua y lotos rojos."

## Diseño
Este jardin, que tiene una superficie de 3.967m², está dividido en una sección oriental, de residencia, y otra occidental, dedicada a jardín. En conjunto el jardín tiene 13 pabellones 17 tablilas y 8 estelas.
La sección occidental está formada por varios pabellones alrededor del principal estanque de lotos, una rocalla y la adición de un jardón menor llamado "El jardín de las hierbas dulces". El jardín se estructura en torno a un eje norte-sur que unifica los tres elementos principales de rocalla, estanque y sala, todo junto. Este estilo compositivo se utiliza también en la "Villa de la montaña abrazada por la belleza". El diseño general es la expresión más simple de un jardín clásico. Hay una composición dominante, el Salón de la Longevidad, y la vista relacionada con él. El estanque del loto, con 700 m², es de forma cuadrada y tiene dos colas de agua que dan la ilusión de un tamaño infinito. Estas colas están cerradas por un "Puente para ver a los peces" y el "Puente de la belleza que transporta". El primero es un puente con arcos adyacente al "Pabellón del alevín". El segundo es un puente de piedra natural a la entrada del "Jardín de las hierbas dulces". Este último jardín es una versión a escala del jardín principal y está formado por la "Casa de la hierba dulce" y el "Estanque de la gaviota bañándose" así como una rocalla más pequeña. Esta zona es el jardín de hierbas añadido por Wen Zhenheng. Pretende conseguir que "los residentes se sientan libres de preocupaciones, que los inquilinos no deseen irse, y puedan los visitantes despojarse de su cansancio". El jardín es muy típico del diseño estético de la dinastía Ming debido a su clara composición sobre el plano y la elegancia y simplicidad de sus elementos.